# Bailly-en-Rivière
Bailly-en-Rivière ist eine französische Gemeinde mit 514 Einwohnern (Stand: 1. Januar 2022) im Département Seine-Maritime in der Region Normandie. Bailly-en-Rivière gehört zum Arrondissement Dieppe und zum Kanton Dieppe-2.

## Geographie
Bailly-en-Rivière liegt etwa 18 Kilometer ostsüdöstlich von Dieppe in der Landschaft Pays de Caux. Umgeben wird Bailly-en-Rivière von den Nachbargemeinden Saint-Quentin-au-Bosc (seit 2016: Petit-Caux) und Saint-Martin-la-Gaillard im Norden, Cuverville-sur-Yères im Nordosten, Avesnes-en-Val im Osten, Les Ifs im Südosten, Wanchy-Capval im Süden und Südosten, Douvrend im Süden und Südwesten, Saint-Ouen-sous-Bailly im Westen sowie Gouchaupre (seit 2016: Petit-Caux) im Nordwesten.

## Bevölkerungsentwicklung
| Jahr                      | 1962 | 1968 | 1975 | 1982 | 1990 | 1999 | 2006 | 2012 |
| Einwohner                 | 544  | 534  | 521  | 524  | 505  | 498  | 552  | 531  |
| Quelle: Cassini und INSEE |      |      |      |      |      |      |      |      |

## Sehenswürdigkeiten

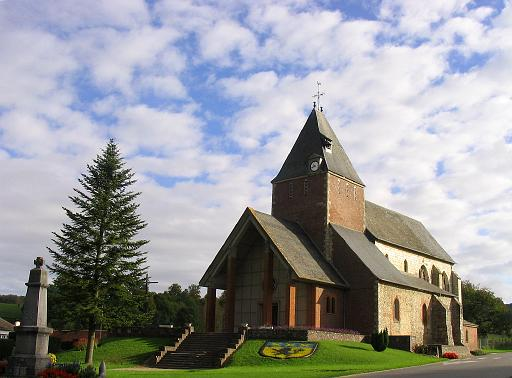
Kirche Saint-Martin

- Kirche Saint-Martin aus dem 12. Jahrhundert
- Reste der früheren Burg
- Schloss Montigny

## Gemeindepartnerschaft
Mit dem belgischen Ort Milmort, einem Ortsteil der Gemeinde Herstal in der Provinz Lüttich (Wallonien), besteht seit 1973 eine Partnerschaft.